# Edgar W. Woolard
Pour les articles homonymes, voir Woolard.
Edgar William Woolard (né le 6 janvier 1899 et mort le 17 juin 1978) est un météorologiste des États-Unis, un mathématicien ainsi qu'un planétologue.
Il est né à El Paso au Texas, il fréquente l’université George Washington à Washington D.C. Il participe à la Première Guerre mondiale dans l'armée des États-Unis (U.S. Army). Il est engagé par le bureau météorologique des États-Unis en tant qu'assistant météorologiste en 1919, il y restera jusqu’en 1928. Il quitte plus tard pour rejoindre l'université George Washington, où il enseigne les mathématiques. Il obtient son Doctorat en philosophie et sa thèse On the Geometrical Theory of Halos (Théorie géométrique des halos), est publiée en 1929. Son doctorat est l'un des premiers accordés en relation avec la météorologie, une toute nouvelle science à l'époque. Il retourne au bureau météorologique des États-Unis, où il travaillera jusqu'à la fin de la Deuxième Guerre mondiale. 
Il devient par la suite, en 1945 assistant directeur à l'observatoire naval des États-Unis, où il rejoint l'équipe du bureau de l’almanach nautique.  	
Il publie une théorie sur la nutation, qui est un balancement périodique de l'axe de rotation de la Terre, en 1953, elle devient un modèle de standardisation international.  Il devient directeur du bureau de l’almanach nautique en 1958, un poste qu'il occupera jusqu'en 1963. Il contribue à Fundamental Formulas of Physics (Principes fondamentaux des formules physiques) il y écrit le chapitre consacré à la mécanique céleste, qui est publié en 1960, puis en 1966 il collabore avec l'astronome Gerald M. Clemence, auteur du traité  Spherical Astronomy (astronomie sphérique).
À sa retraite, l'armée des États-Unis lui accorde le Superior Civilian Service Award. Au cours de sa carrière, il est souvent auteur et éditeur du Monthly Weather Review. Il contribue également à des articles pour des magazines concernant l'astronomie. Il meurt à Kingman, en Arizona en 1978.